# Thomas Nigg
Thomas Nigg (* 28. Juni 1983) ist ein ehemaliger liechtensteinischer Fussballspieler.

## Karriere

### Verein
Seine Vereinslaufbahn ist bis auf Stationen beim USV Eschen-Mauren sowie beim FC Triesenberg unbekannt.

### Nationalmannschaft
Nigg gab sein Länderspieldebüt in der liechtensteinischen Fussballnationalmannschaft am 7. Oktober 2000 beim 0:1 gegen Österreich im Rahmen der Qualifikation zur Fussball-Weltmeisterschaft 2002, als er in der 74. Minute für Michael Stocklasa eingewechselt wurde. Bis 2003 war er insgesamt zehn Mal für sein Heimatland im Einsatz.